# Jens Otto Krag

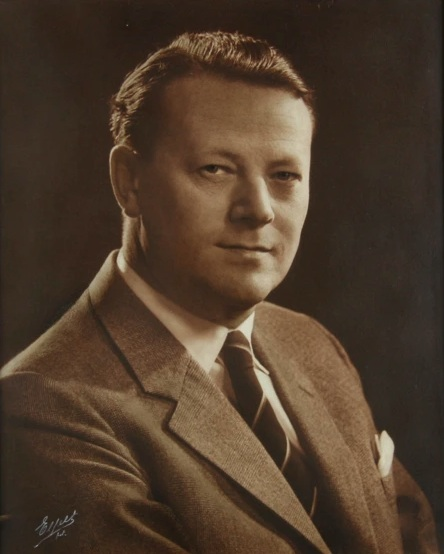
Jens Otto Krag (1962)

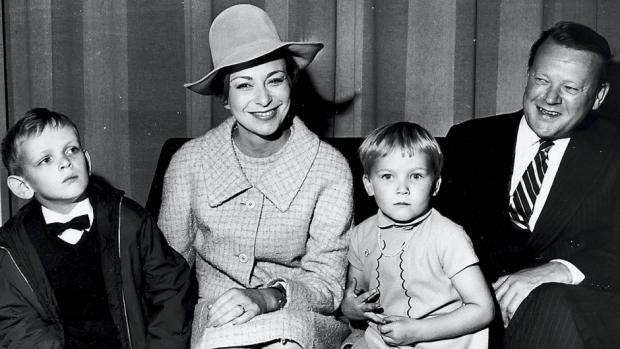
Jens Otto Krag mit seiner Frau, der Schauspielerin Helle Virkner, und ihren gemeinsamen Kindern, 1971.

Jens Otto Krag (* 15. September 1914 in Randers; † 22. Juni 1978 in Skiveren, Kommune Frederikshavn) war ein dänischer sozialdemokratischer Politiker und von 1962 bis 1968 sowie von 1971 bis 1972 dänischer Ministerpräsident.

## Herkunft und Ausbildung
Jens Otto Krag war der Sohn eines Tabakwarenhändlers. Er studierte Staatswissenschaften und Nationalökonomie. 1940 schloss er sein Studium mit dem akademischen Grad eines Candidatus politices (cand. polit.) ab. Er fand Anstellung im Vareforsyningsdirektorat (deutsch „Warenversorgungsdirektion“), das während des Zweiten Weltkriegs die Versorgung der Bevölkerung mit wichtigen Gütern sicherstellen sollte. 1973 war er Lektor für das Fach Internationale Politik / Internationale Organisationen an der Universität Aarhus.

## Politische Karriere

### Parlamentsabgeordneter und Parteivorsitzender
1947 wurde Krag in das Folketing, das dänische Parlament, gewählt. Er blieb dessen Abgeordneter bis 1973.
Von 1965 bis 1972 war Krag Parteivorsitzender der dänischen Sozialdemokraten.

### Regierungsämter
Im selben Jahr 1947 übernahm Krag als Handelsminister (bis 1950) sein erstes Regierungsamt. Von 1953 bis 1957 war er Wirtschafts- und Arbeitsminister, von 1957 bis 1958 Außenhandelsminister. Von 1958 bis 1962 und noch einmal 1966 / 1967 amtierte er als Außenminister.
Von 1962 bis 1968 und noch einmal 1971/72 war Krag dänischer Ministerpräsident. Unter großem persönlichen Einsatz warb er erfolgreich für einen Beitritt Dänemarks zur EWG. Ebenfalls kam ihm die Aufgabe zuteil, am 14. Januar 1972 Margrethe II. als neues Staatsoberhaupt auszurufen, nachdem Frederik IX. gestorben war.

## „Vater des Wohlfahrtsstaats“
Als Sekretär des Sozialisierungsausschusses seiner Partei gewann Krag 1945 entscheidenden Einfluss auf deren Arbeitsprogramm Fremtidens Danmark (Das Dänemark der Zukunft), was ihm den Spitznamen Fremtidens Krag (Zukunfts-Krag) und den Ruf einbrachte, der ideologische Anführer des modernen dänischen Wohlfahrtsstaates zu sein. Das Programm enthielt eine Reihe weitgreifender Reformvorschläge, die kommunistisch orientierte Wähler binden sollten, z. B. planwirtschaftliche Elemente, Demokratisierung des Wirtschaftslebens durch Stärkung der Betriebsräte, staatlich kontrolliertes Banken- und Versicherungswesen. Umgesetzt wurden jedoch nur vergleichsweise moderate Ansätze: Umverteilung durch eine einkommensausgleichende Steuerpolitik, Streben nach Vollbeschäftigung, verstärkte sozialpolitische Aktivität des Staates.
Krag zählt mit Jørgen Paldam, Per Hækkerup, Lis Groes und Henning Friis zu einer Gruppe sozialdemokratischer Ökonomen, die in den 1950/60er Jahren den Ausbau des Wohlfahrtsstaates vorantrieben. Krag wurde großes Talent für rasche Rezeption und prägnante Formulierungen attestiert, als originärer Denker gilt er nicht. Die keynesianische Finanz- und Wirtschaftspolitik seiner Regierung entsprach dem europäischen Trend. 1963 setzte die Regierung Krag den bis dato größten Komplex an Wirtschaftsgesetzen durch, die sogenannte helhedsløsning (Gesamtlösung); ihre Wirkung blieb jedoch kurz und oberflächlich.
Krag erkannte früh, wie wichtig die ökonomische Grundlage und damit der europäische Markt für die dänische Wohlfahrtsgesellschaft war. Nicht zuletzt deshalb warb er entschlossen für eine EWG-Mitgliedschaft seines Landes, für die er in einer Volksabstimmung 1972 eine deutliche Mehrheit gewinnen konnte.

## Die letzten Jahre
Nach der gewonnenen Volksabstimmung 1972 trat Krag von allen Ämtern zurück. Seine Ehe mit der populären dänischen Schauspielerin Helle Virkner wurde 1973 nach 14 Jahren geschieden. Ab 1974 war er kurzzeitig Leiter der EWG-Delegation in den USA. Er mied zunehmend die Öffentlichkeit und widmete sich in seinem Haus in Skiveren bei Aalbæk seinen Memoiren und der Malerei.
Jens Otto Krag starb am 22. Juni 1978 im Alter von 63 Jahren. Seine Grabstätte befindet sich auf dem Vestre-Kirkegård in Kopenhagen.

## Ehrungen
1966 erhielt er den Internationalen Karlspreis der Stadt Aachen „in Würdigung seiner Verdienste um die europäische wirtschaftliche Zusammenarbeit und eine gemeinsame Verteidigungspolitik“.